# Linh Phú
Linh Phú là một xã thuộc huyện Chiêm Hóa, tỉnh Tuyên Quang, Việt Nam.
Xã có diện tích 87,67 km², dân số năm 1999 là 2741 người, mật độ dân số đạt 31 người/km².